# Отряд специального назначения «Авангард»
Отряд специального назначения «Авангард» (бывш. «Эдельвейс») — формирование специального назначения в структуре Внутренних войск МВД Российской Федерации и Росгвардии.

## История
Отряд в/ч 6762-17 ОСН ВВ МВД РФ пункт постоянной дислокации отряда находится в г. Минеральные Воды, состоит из четырёх групп специального назначения (ГСН) с разной спецификой выполнения задач. Сформирован в октябре 1998 года на базе рот специального назначения (РСН) оперативных полков 54 дивизии оперативного назначения внутренних войск: роты СН полка оперативного назначения (ПОН) г. Нальчик, роты СН 59 ПОН г. Зеленокумск, роты СН ПОН г. Нефтекумск, роты СН ПОН Благодарный.
Неофициально 17 ОСН также называют «Ермоловским отрядом» или просто — «Минводы», по месту дислокации.
С 2016 года отряд называется 17 ОСН ВНГ «Авангард».
C 2006 года 17-й ОСН является лучшим в России и СНГ отрядом специального назначения ВВ МВД:
- 2006 года — первенство Сибирского регионального командования ВВ МВД[4]
- 2008 года — первенство Центрального регионального командования ВВ МВД[5]
- 2010 года — первенство Уральского регионального командования ВВ МВД[6]
- 2014 год — победитель соревнований взводов специального назначения и разведки ВВ МВД

Одной из главных задач отряда является борьба с терроризмом.

## Задачи
На отряд возлагаются следующие задачи:
- Участие совместно с органами внутренних дел Российской Федерации в охране общественного порядка, обеспечении общественной безопасности и режима чрезвычайного положения.
- Участие в разоружении и ликвидации незаконных вооружённых формирований, организованных преступных групп, пресечении массовых беспорядков, сопровождающихся вооружённым насилием, изъятии у населения незаконно хранящегося оружия.
- Участие в борьбе с терроризмом и обеспечении правового режима контртеррористической операции.
- Участие в территориальной обороне Российской Федерации.
- Охрана важных государственных объектов и специальных грузов.
- Участие в обезвреживании лиц, захвативших заложников, важные государственные объекты, специальные грузы, сооружения на коммуникациях, а также здания органов государственной власти;
- Участие в обеспечении безопасности должностных лиц и отдельных граждан Российской Федерации в соответствии с законодательством Российской Федерации[7].
- Оказание содействия пограничным органам Федеральной службы безопасности в охране Государственной границы Российской Федерации.

## Боевой путь
02.02-15.05.1999
- хутор Дыдымкин Ставропольского края — охрана территориальной границы и промышленных объектов

12.07-03.09.1999
- Дагестан, г. Кизляр — проведение спецоперации на Копайском гидроузле

04.09-25.09.1999
- Кадарская зона, с. Чабанмахи — освобождение села, ликвидация незаконных вооружённых формирований.[8]

25.09-10.10.1999
- Махачкала — боевое слаживание подразделений

10.10-30.11.1999
- Чечня, Шелковский район — разведывательно-поисковые мероприятия

30.11-18.12.1999
- станица Червленная

19.12-24.10.2000
- г. Грозный — участие в освобождении города от НВФ

25.01-29.02.2000
- Чечня, с. Автуры

29.02-14.06.2000
- Чечня, с. Балансу

20.09-27.04.2001
- Чечня, с. Центорой

12.09.2002-29.12.2002
- Чечня, с. Шали

29.12.2002-24.01.2003
- г. Грозный

20.11.2003-22.05.2004
- c. Горячеисточинское, с.Горагорский

16.11.2004-01.06.2005
- Чечня, с. Ачхой-Мартан

18.11.2005-25.05.2006
- Чечня, с. Ачхой-Мартан

17.11.2006-02.06.2007
- Чечня, с. Ачхой-Мартан

Разведывательно-поисковые мероприятия, адресные проверки, ликвидация НВФ.